# 柳亭春楽
柳亭 春楽（りゅうてい しゅんらく）は、落語の名。過去に五人ほど確認されている。
- 初代柳亭春楽 - 後∶五代目柳亭左楽
- 代外柳亭春楽（1890年10月 - 没年不詳） - 1915年『芸人名簿』に名がある。本名∶山本 直吉。
- 二代目柳亭春楽 - 本項にて詳述
- 三代目柳亭春楽 - 後∶三笑亭笑三
- 四代目柳亭春楽 - 本項にて詳述
- 五代目柳亭春楽 - 本項にて詳述

## 2代目
柳亭 春楽（1901年3月30日 - 1948年1月22日）は落語家。本名は鴨田 鈴太郎。
5代目柳亭左楽の門下で新楽、1922年に師匠の前名の春楽を名乗る。真打は昇進したかどうか不明。左楽の門下になる前から歌舞伎の声色をやっていた模様でかなりの腕だったという。大正から昭和の終戦ころまでの声色で十分に高座を勤めた人物。
女形の声色で人気者だった山本ひさしと組んで掛合い噺を演じたのが好評になり初代中村吉右衛門、2代目市川猿之助、2代目實川延若などの声色を得意とした。
大正の末から昭和17年ごろまでに多くの色声のSPレコードを残している。

## 4代目
柳亭 春楽（1902年8月3日 - 1977年8月4日）は落語家。本名∶井口 林太郎。

### 芸歴
- 1921年 - 二代目談洲楼燕枝に入門、「林之助」を名乗る。
- 不詳 - 六代目雷門助六門下で「百助」と改名。
- 不詳 - 「市松」と改名。
- 不詳 - 三代目三遊亭圓遊の門下で「圓七」と改名。
- 不詳 - 八代目桂文治門下で「文治郎」と改名。
- 1943年 - 二代目桂小文治門下で「玉治」を名乗る。
- 1952年4月 - 五代目柳亭左楽門下で「四代目柳亭春楽」と改名。

昭和30年代から本格的に高座に上がり古老としてオールドファンを楽しませていた。古きよき時代の寄席の情緒を伝える数少ない芸人の一人だった。

## 当代
柳亭 春楽（りゅうてい しゅんらく、1996年1月5日 - ）は、元落語家。落語芸術協会に所属していた。出囃子は『初春』。本名∶田辺 康。

### 経歴
1996年1月5日、埼玉県新座市出身。法政大学社会学部卒業。学生時代は落語研究会に所属。
2018年5月、柳亭楽輔に入門し前座名「楽ぼう」を名乗る。9月に楽屋入りし、10月に浅草演芸ホールで初高座。演目は『たらちね』。
2022年9月21日、神田松麻呂と共に二ツ目に昇進し「柳亭春楽」に改名。昇進披露となる新宿末廣亭9月下席に出演していたが、体調を崩した（後に適応障害を公表）ため、当面の間休席となった。
2024年2月7日、自身のX（旧Twitter）アカウントに投稿し、落語家を廃業することを公表した。廃業後も楽輔一門とはつながりを持ち、一門の落語家のSNSアカウントの写真に時折無記名で登場する。

### 芸歴
- 2018年
  - 5月 - 柳亭楽輔に入門、「楽ぼう」を名乗る。
  - 9月 - 楽屋入り。
- 2022年9月 - 二ツ目昇進、「春楽」に改名。
- 2024年2月 - 廃業。